# Костус
Костус (лат. Costus) — род многолетних тропических травянистых растений из семейства Костусовые. Листья крупные, у некоторых разновидностей образует спираль вокруг стебля.  
Из-за похожих названий растения из рода Костус очень часто путают с Индийским Костусом (Saussurea costus) из семейства Астровых, который применяется в качестве лекарственного и ароматического растения с древнейших времен. 

## В культуре
Рекомендуется выращивать в оранжерее или теплице, а не в комнате. 
При выращивании в оранжереях требует обильного полива и яркого освещения. Цветёт быстро увядающими цветками поздней весной, зимой растение сбрасывает листья и впадает в покой. Наиболее часто выращивают костус огненно-красный (igneus), достигающий в высоту 50 см. Листья блестящие, до 13 см длиной, цветок до 5 см диаметром, лепестки с "рваными" краями. Также распространены более крупные и раскидистые костус красивый (speciosus) до 2 м высотой и костус Лукануса (lucanusianus) до 1,7 м высотой.
Уход в комнатной культуре
- Температура: теплолюбиво, зимой не ниже 14 °C.
- Освещение: как можно более яркое, с притенением от полуденного солнца летом.
- Полив: очень обильный в течение периода роста.
- Влажность воздуха: горшок помещают во влажный торф или на поднос с галькой.
- Пересадка: по необходимости весной
- Размножение: делением во время пересадки.

## Виды
Род Костус включает 105 видов:
- Costus acanthocephalus K.Schum.
- Costus acreanus (Loes.) Maas
- Costus adolphi-friderici Loes.
- Costus afer Ker Gawl.
- Costus allenii Maas
- Costus amazonicus (Loes.) J.F.Macbr.
- Costus arabicus L.typus
- Costus araneosus Gagnep.
- Costus asplundii (Maas) Maas
- Costus asteranthus Maas & H.Maas
- Costus barbatus Suess.
- Costus beckii Maas & H.Maas
- Costus bicolor J.Braun & K.Schum.
- Costus bracteatus Rowlee
- Costus bullatus Meekiong, Muliati & Ipor
- Costus chartaceus Maas
- Costus chrysocephalus K.Schum.
- Costus claviger Benoist
- Costus clemensiae Ridl.
- Costus comosus (Jacq.) Roscoe
- Costus cordatus Maas
- Costus cupreifolius Maas
- Costus curvibracteatus Maas
- Costus deistelii K.Schum.
- Costus dendrophilus K.Schum.
- Costus dewevrei De Wild. & T.Durand
- Costus dinklagei K.Schum.
- Costus dirzoi García-Mend. & G.Ibarra
- Costus dubius (Afzel.) K.Schum.
- Costus eburneus Meekiong, Muliati & Tawan
- Costus erythrocoryne K.Schum.
- Costus erythrophyllus Loes.
- Costus erythrothyrsus Loes.
- Costus fissicalyx N.R.Salinas, Clavijo & Betancur
- Costus fissiligulatus Gagnep.
- Costus foliaceus Lock & A.D.Poulsen
- Costus fortalezae K.Schum.
- Costus gabonensis Koechlin
- Costus geothyrsus K.Schum.
- Costus giganteus Welw. ex Ridl.
- Costus glaucus Maas
- Costus guanaiensis Rusby
- Costus juruanus K.Schum.
- Costus laevis Ruiz & Pav.
- Costus lasius Loes.
- Costus lateriflorus Baker
- Costus le-testui Pellegr.
- Costus ledermannii Loes.
- Costus leucanthus Maas
- Costus ligularis Baker
- Costus lima K.Schum.
- Costus longibracteolatus Maas
- Costus lucanusianus J.Braun & K.Schum. — Костус Лукануса
- Costus maboumiensis Pellegr.
- Costus macranthus K.Schum.
- Costus maculatus Roscoe
- Costus malortieanus H.Wendl.
- Costus megalobractea K.Schum.
- Costus microcephalus K.Schum.
- Costus montanus Maas
- Costus mosaicus W.Bull
- Costus muluensis Meekiong, Ipor & Tawan
- Costus nemotrichus K.Schum.
- Costus nitidus Maas
- Costus nudicaulis Baker
- Costus oblongus S.Q.Tong
- Costus oligophyllus K.Schum.
- Costus osae Maas & H.Maas
- Costus phaeotrichus Loes.
- Costus phyllocephalus K.Schum.
- Costus pictus D.Don
- Costus plicatus Maas
- Costus plowmanii Maas
- Costus productus Gleason ex Maas
- Costus pulverulentus C.Presl
- Costus quasi-appendiculatus Woodson ex Maas
- Costus ricus Maas & H.Maas
- Costus rumphianus Valeton ex K.Heyne
- Costus sarmentosus Bojer
- Costus scaber Ruiz & Pav.
- Costus schlechteri H.J.P.Winkl.
- Costus sepacuitensis Rowlee
- Costus spectabilis (Fenzl) K.Schum.
- Costus spicatus (Jacq.) Sw.
- Costus spiralis (Jacq.) Roscoe
- Costus sprucei Maas
- Costus stenophyllus Standl. & L.O.Williams
- Costus subbiflorus K.Schum.
- Costus sulfureus K.Schum.
- Costus talbotii Ridl.
- Costus tappenbeckianus J.Braun & K.Schum.
- Costus tonkinensis Gagnep.
- Costus ubangiensis Gagnep.
- Costus ulei Loes.
- Costus vargasii Maas & H.Maas
- Costus varzearum Maas
- Costus villosissimus Jacq.
- Costus vinosus Maas
- Costus violaceus Koechlin[англ.]
- Costus viridis S.Q.Tong
- Costus wilsonii Maas
- Costus woodsonii Maas
- Costus zamoranus Steyerm.
- Costus zingiberoides J.F.Macbr.